# Nérapatas
Nérapatas (vagy Pattás, románul: Pătaș), falu Romániában, a Bánságban, Krassó-Szörény megyében.

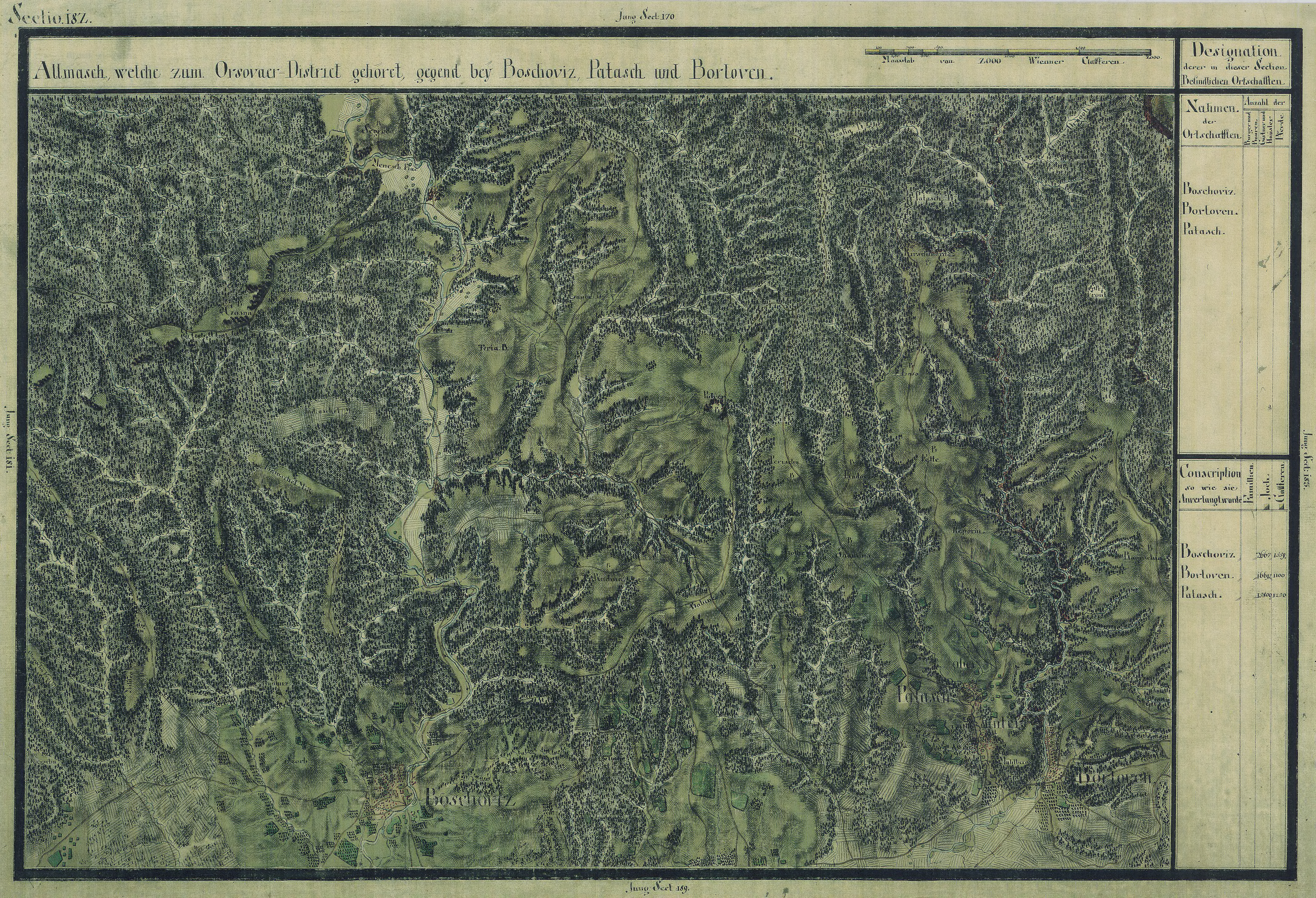
Nérapatas egy régi térképen